# Arnoldus Johannes Eymer

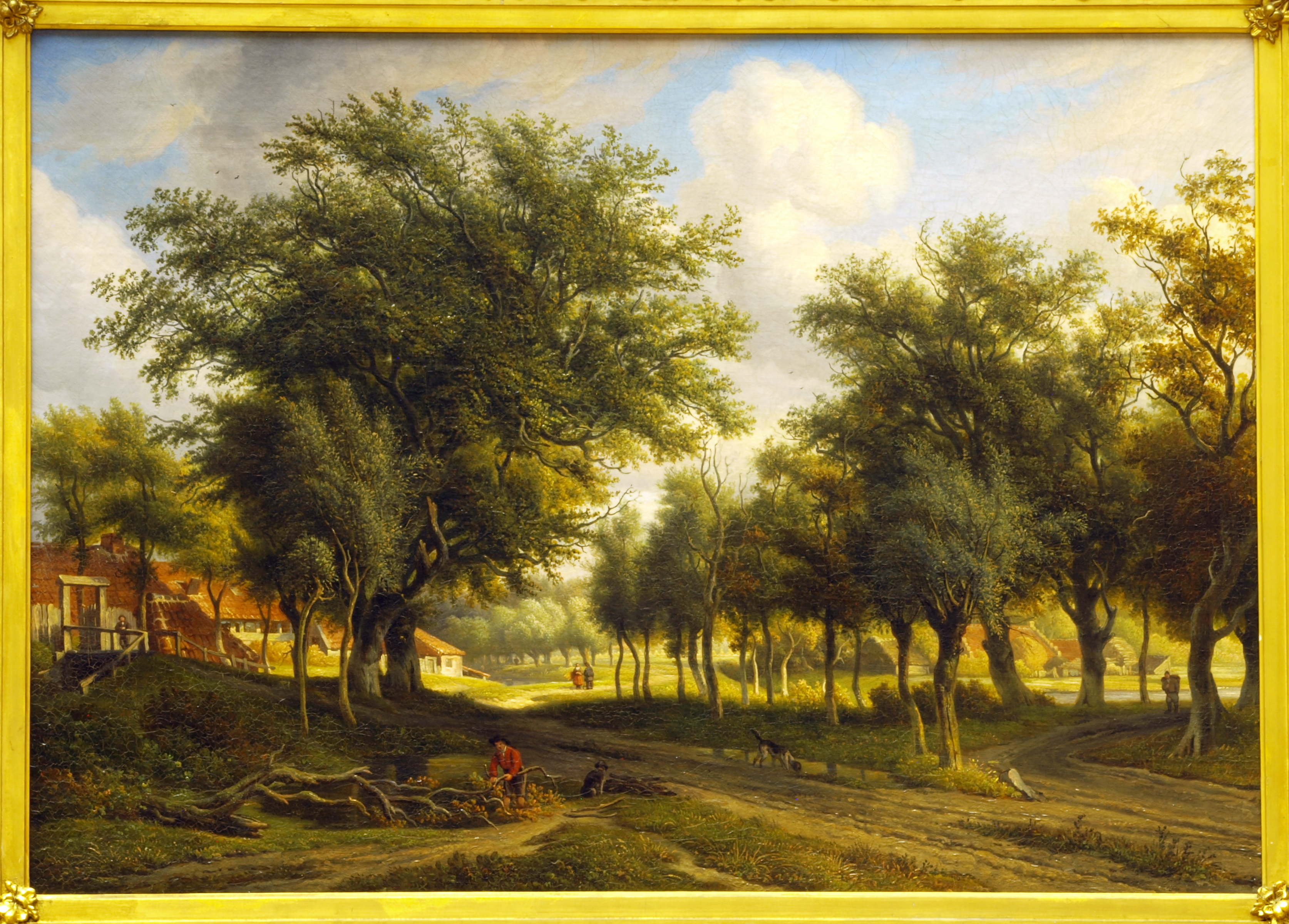
Landschap bij Heemstede, Teylers Museum

Arnoldus Johannes Eymer (Amsterdam, 17 juni 1803 - Haarlem, 21 januari 1863) was een Nederlands kunstschilder, tekenaar, lithograaf en aquarellist.
Hij werd in in Amsterdam geboren, waar hij het vak van makelaar leerde en later ook uitoefende. In zijn vrije tijd schilderde hij. Dit veranderde in 1834, toen Arnoldus Johannes besloot zich helemaal op de schilderkunst toe te leggen. Hij maakte van 1835 tot 1836 een studiereis naar Bad Bentheim en het Harzgebergte in Duitsland, waar hij landschapschilderijen vervaardigde. Eymer was enige tijd leerling van Cornelis Steffelaar. Na zijn studiereis verhuisde Eymer naar Haarlem, waar hij tot aan zijn dood in 1863 woonde. Werken van Arnoldus Eymer zijn onder andere te zien in het Frans Hals Museum en Teylers Museum, beide in zijn latere woonplaats Haarlem.
- Biografisch Portaal: 49301454
- RKD-Nederlands Instituut voor Kunstgeschiedenis: 27005
- Union List of Artist Names: 500025674
- Virtual International Authority File: 95839986